# Mộ Dung Lân
Mộ Dung Lân (tiếng Trung: 慕容麟; bính âm: Mùróng Lín, ?-398) là một tướng lĩnh và một thân vương của nước Hậu Yên trong lịch sử Trung Quốc. Ông là một trong những người con trai của hoàng đế khai quốc Mộ Dung Thùy và là em trai của hoàng đế Mộ Dung Bảo. Ông được lịch sử biết đến với cả tài năng và sự phản bội của mình do ông đã phản lại cả cha cùng hai anh em trai là Mộ Dung Lệnh (慕容令) và Mộ Dung Bảo trong các sự kiện riêng biệt. Cuối cùng, ông bị chú là Mộ Dung Đức giết chết (Mộ Dung Đức cũng là người đã lập nên nước Nam Yên).

## Trước khi thành lập Hậu Yên
Mộ Dung Lân xuất hiện lần đầu trong sử sách là vào năm 369, khi đó Mộ Dung Thùy đang là một thân vương của Tiền Yên, ông ta đã buộc phải chạy trốn đến Tiền Tần sau khi gặp phải sự nghi ngờ của Khả Túc Hồn Thái hậu và nhiếp chính vương Mộ Dung Bình. Trước đó, kế hoạch của Mộ Dung Thùy là chạy trốn đến cố đô Long Thành (龍城, nay thuộc Cẩm Châu, Liêu Ninh) và chiếm giữ nơi này, rồi sau đó tìm kiếm sự hòa giải với Khả Túc Hồn Thái hậu, song trên đường đi, Mộ Dung Lân (người không được cha sủng ái) đã quay trở lại kinh đô Nghiệp Thành (鄴城, nay thuộc Hàm Đan, Hà Bắc) và tiết lộ kế hoạch của cha, điều này đã khiến Mộ Dung Thùy phải thay đổi kế hoạch và chạy đến Tiền Tần.
Mặc dù đã phản lại cha của mình song Mộ Dung Lân lại không được Khả Túc Hồn Thái hậu coi trọng, ông đã bị đày ra khỏi Long Thành trong thân phận một người lính dưới quyền chỉ huy của một người anh em họ là Bột Hải vương Mộ Dung Lượng (慕容亮), hoặc có thể đã bị đày đến Sa Thành (沙城) xa xôi, được mô tả là cách 300 km về phía đông bắc của Long Thành. Năm 370, sau khi Mộ Dung Lệnh bị thừa tướng Vương Mãnh gài bẫy trở về Tiền Yên, ông ta đã bị đưa đi lưu đày ở Sa Thành, và tại đó Mộ Dung Lệnh đã khởi đầu một cuộc nổi loạn cùng với những người cùng cảnh ngộ bị lưu đày, họ đã lập kế sách chiếm Long Thành song Mộ Dung Lân đã tiết lộ kế hoạch này cho Mộ Dung Lượng và người này đã chuẩn bị quân sẵn sàng ứng phó. Thuộc hạ của Mộ Dung Lệnh là Thiệp Khuê (渉圭) sau đó đã làm phản và giết chết Mộ Dung Lệnh.
Sau khi Tiền Tần chinh phục Tiền Yên vào năm 370, Mộ Dung Thùy đã tháp tùng hoàng đế Phù Kiên của Tiền Tần tiến vào Nghiệp Thành, Mộ Dung Thùy đã đưa mẹ của Mộ Dung Lân đến với cái chết, song lại chưa có đủ can đảm để giết Mộ Dung Lân và chỉ trục xuất ông ra khỏi gia đình và bắt đi sống ở nơi khác. Tuy nhiên, đến cuối năm 383 và 384, khi Mộ Dung Thùy nổi dậy chống lại Tiền Tần sau khi Phù Kiên đại bại trong trận Phì Thủy trước Đông Tấn, Mộ Dung Lân đã đưa ra được nhiều kế sách hữu dụng cho cha, Mộ Dung Thùy vì thế đã thay đổi quan điểm về Mộ Dung Lân, yêu quý ông như những người con trai khác.

## Dưới thời Mộ Dung Thùy trị vì
Sau khi Mộ Dung Thùy chính thức tuyên bố độc lập và lập nên nước Hậu Yên vào năm 384, Mộ Dung Lân trở thành một trong các tướng trong các chiến dịch chống lại tàn quân của Tiền Tần cũng như các quân phiệt bán độc lập, và các nước khác. Ông đã thể hiện một cách ấn tượng trong các chiến dịch này. Năm 386, Mộ Dung Thùy lập ông làm Triệu vương. Năm 386-387 và 390-391, ông chỉ huy binh lính cùng với vua Thác Bạt Khuê của nước Bắc Ngụy đi đánh tộc trưởng Hung Nô là Lưu Hiển (劉顯) và sau đó là các cuộc nổi loạn khác đe dọa đến sự an toàn của Thác Bạt Khuê. Đến năm 391, do nhận thấy được khả năng của Thác Bạt Khuê nên ông đã đề nghị Mộ Dung Thùy buộc Thác Bạt Khuê phải đến sống tại kinh thành Trung Sơn (中山, nay thuộc Bảo Định, Hà Bắc) của Hậu Uyên và ủy thác việc cai trị Bắc Ngụy cho một người anh em song Mộ Dung Thùy đã từ chối.
Sau khi Hậu Yên bắt giữ em trai Thác Bạt Khuê là Thác Bạt Cô (拓拔觚) để đòi Bắc Nguỵ phải đưa ngựa đến, Thác Bạt Khuê đã từ bỏ lòng trung thành với Hậu Yên, ông ta bắt đầu quấy rối vùng biên giới với Hậu Yên. Năm 395, Mộ Dung Thùy đã cử thái tử Mộ Dung Bảo dẫn quân đi thảo phạt Bắc Ngụy, trong đó Mộ Dung Lân và Liêu Tây vương Mộ Dung Nông là các tướng phụ trợ cho Thái tử. Tuy nhiên, trong chiến dịch, quân Hậu Yên và Bắc Ngụy đã lâm vào thế bí khi muốn qua Hoàng Hà gần kinh đô Thịnh Lạc (盛樂, nay thuộc Hohhot, Nội Mông) của Bắc Ngụy, Thác Bạt Khuê đã lan truyền tin đồn thất thiệt rằng Mộ Dung Thùy đã qua đời, và thuộc hạ Mộ Dư Tung (慕輿嵩) của Mộ Dung Lân đã cố gắng tiến hành chính biến để lật đổ Mộ Dung Bảo và đưa Mộ Dung Lân lên làm hoàng đế, tuy nhiên việc đã bị lộ và Mộ Dư Tung bị giết chết. Điều này đã dẫn đến xích mích giữa hai anh em và quân Hậu Yên vì thế đã rút lui. Mộ Dung Bảo lệnh cho Mộ Dung Lân dẫn quân ở phía sau để chống lại một cuộc tấn công của Bắc Ngụy nếu có, song Mộ Dung Lân lại xem nhẹ Thác Bạt Khuê và do vậy không trông trừng quân Bắc Ngụy cẩn thận, Thác Bạt Khuê vì thế đã chặn được đại quân của Mộ Dung Bảo trong trận Tham Hợp Pha và tiêu diệt gần hết binh lính Hậu Yên, Thác Bạt Khuê sau thắng lợi còn nuôi tham vọng chinh phục Hậu Yên. Năm 396, Mộ Dung Thùy đã đích thân dẫn quân đi đánh Bắc Ngụy và giành được thành công bước đầu, song khi quân Hậu Yên qua Tham Hợp pha, họ đã than khóc và điều này đã khiến Mộ Dung Thùy xấu hổ và giận dữ rồi lâm bệnh, quân Hậu Yên vì thế phải rút lui. Mộ Dung Thùy qua đời ngay sau đó và Mộ Dung Bảo lên kế vị.

## Dưới thời Mộ Dung Bảo trị vì
Bất chấp việc đã nghi kị lẫn nhau trước thất bại tại Tham Hợp pha, Mộ Dung Bảo và Mộ Dung Lân về sau đã hòa giải, Mộ Dung Lân ban đầu là một trong các tướng mà Mộ Dung Bảo tin cậy nhất. Sau khi Thác Bạt Khuê đánh bại Mộ Dung Nông và chiếm Tĩnh Châu (并州, nay là trung bộ và bắc bộ Sơn Tây), ông ta đã tiến về Trung Sơn, Mộ Dung Bảo giao cho Mộ Dung Lân nhiệm vụ trấn thủ kinh thành. Mộ Dung Lân chủ trương thủ thành và không giao chiến với quân Bắc Ngụy khiến cho Mộ Dung Nông và Mộ Dung Long rất thất vọng.
Tuy nhiên, mùa xuân năm 397, khi Trung Sơn vẫn nằm trong vòng vây của Bắc Ngụy, Mộ Dung Lân đã tiến hành chính biến bên trong thành nhằm lật đổ Mộ Dung Bảo. Sau khi nỗ lực này thất bại, ông ta chạy trốn khỏi Trung Sơn và đến đóng quân ở Thái Hành Sơn. Lo sợ trước việc Mộ Dung Lân có thể đoạt lấy quân cứu viện do Thanh Hà vương Mộ Dung Hội chỉ huy nên Mộ Dung Bảo đã bỏ Trung Sơn. Người dân Trung Sơn ban đầu ủng hộ Khai Phong công Mộ Dung Tường (慕容詳) lên làm lãnh đạo để tiếp tục kháng Bắc Ngụy. Vào mùa hè năm 397, Mộ Dung Tường xưng đế, song ông ta lại khiến cho nhân dân giận dữ vì do sợ hãi quân Bắc Ngụy (đã không còn bao vây Trung Sơn song vẫn kiểm soát các vùng lân cận), ông đã từ chối cho cư dân ra ngoài thành để tìm lương thực và đã dẫn đến nạn đói nghiêm trọng, ông ta cũng cai trị một cách độc ác. Mộ Dung Lân đã thực hiện một cuộc tấn công bất ngờ vào Trung Sơn, các cổng thành đều mở để ông tiến vào, ông sau đó bắt rồi giết chết Mộ Dung Tường. Mộ Dung Lân sau đó xưng đế, đổi niên hiệu thành Duyên Bình, và cho phép thần dân đi tìm lương thực, song ông lại để mất cơ hội tiến đánh Bắc Ngụy khi người dân đã đủ lương thực. Cuối cùng, khi nguồn lương thực bị cạn dần, quân Bắc Ngụy đã đánh bại ông và chiếm lấy Trung Sơn. Ông chạy đến Nghiệp Thành, tức nơi thúc phụ Mộ Dung Đức trấn thủ.
Mộ Dung Lân khuyên Mộ Dung Đức rằng Nghiệp Thành là một thành quá lớn để có thể phòng thủ, và rằng thúc phụ nên tính đến việc bỏ thành này để lấy Hoạt Đài (滑台, nay thuộc An Dương, Hà Nam) ở phía nam Hoàng Hà. Mộ Dung Đức chấp thuận và bỏ Nghiệp Thành rồi đến cư trú tại Hoạt Đài. Sau đó, Mộ Dung Lân trao tước đế cho Mộ Dung Đức, song người này lại muốn nắm quyền với tước hiệu Yên vương, do vậy lập nước Nam Yên. Ông ta phong Mộ Dung Lân là một trọng tướng song về sau Mộ Dung Lân lại lên kế hoạch nổi loạn và bị Mộ Dung Đức xử tử.